# Yves Wüthrich
Yves Wüthrich (* 2. August 1981 in Basel) ist ein Schweizer Schauspieler.

## Leben und Wirken
Yves Wüthrich wuchs in Basel auf und war als Jugendlicher Mitglied des Jugendclubs am Jungen Theater Basel, wo er in verschiedenen Projekten mitwirkte, unter anderem in Zusammenarbeit mit Sebastian Nübling, Bruno Cathomas und Vincent Leittersdorf. Nach der Matura begann er sein Schauspielstudium an der Hochschule Musik und Theater Zürich, wofür er 2004 ein Stipendium vom Migros-Kulturprozent erhielt und das er 2006 abschloss.
Wüthrich trat nach seinem Studium regelmäßig als Gast am Schauspielhaus Zürich auf und wirkte als freier Schauspieler. Von 2011 bis 2015 war er Ensemblemitglied am Theaterhaus Jena und arbeitete dort mit Regisseuren wie Christopher Rüping, Moritz Schönecker, Johanna Wehner und Anestis Azas. In der Spielzeit 2014/2015 in Shakespeares Kaufmann von Venedig in den Rollen Lancelot und Nerissa am Staatstheater Darmstadt zu sehen. Ab 2016 bis 2019 war er fest am Luzerner Theater engagiert.
Er wirkte außerdem in zahlreichen Filmen mit wie Auf der Strecke, Tatort: Die Musik stirbt zuletzt und Das Pubertier – Der Film und ist seit der dritten Folge als Urs Aeggi in der ARD-Serie Der Zürich-Krimi zu sehen.

## Filmografie (Auswahl)
- 2007: Auf der Strecke
- 2017: Das Pubertier – Der Film
- 2018: Tatort: Die Musik stirbt zuletzt
- 2018: WaPo Bodensee (Staffel 2, Episode „Verschwunden“)
- seit 2018: Der Zürich-Krimi
  - 2018: Borchert und die letzte Hoffnung
  - 2018: Borchert und die Macht der Gewohnheit
  - 2019: Borchert und die mörderische Gier
  - 2019: Borchert und der Sündenfall
  - 2020: Borchert und die tödliche Falle
  - 2020: Borchert und der fatale Irrtum
  - 2020: Borchert und der Tote im See
  - 2021: Borchert und der Mord im Taxi
  - 2021: Borchert und die Zeit zu sterben
  - 2021: Borchert und der verlorene Sohn
  - 2022: Borchert und die bittere Medizin 
  - 2022: Borchert und das Geheimnis des Mandanten
  - 2022: Borchert und die bittere Medizin
  - 2023: Borchert und die Sünden der Vergangenheit
  - 2023: Borchert und der Mord ohne Sühne
  - 2023: Borchert und die Spur der Diamanten
  - 2024: Borchert und der Schuss ins Herz
- 2020: Wilder (Staffel 2, Episoden „Zecke“ und „Blut“)
- 2022: Mad Heidi